# Trompe (architecture)
Pour les articles homonymes, voir trompe.

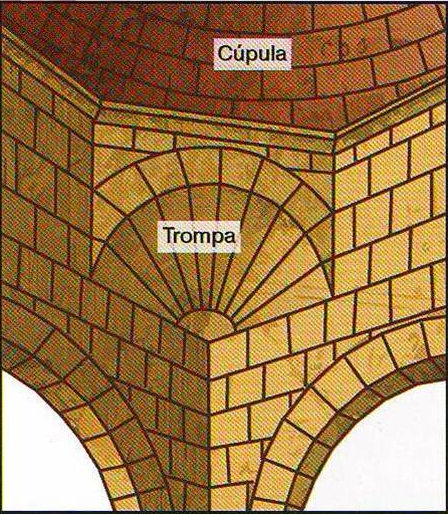
Trompe clavée romane, soutenant une coupole.

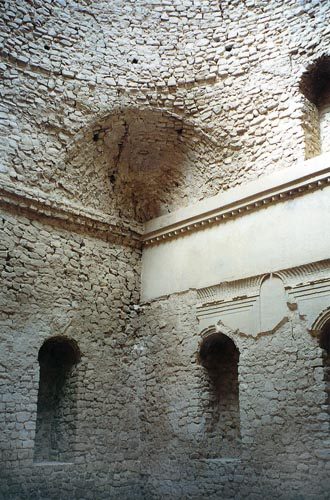
Les coupoles sur trompes du palais d'Ardashir, architecture sassanide du IIIe siècle avec influence romaine, sont les plus anciennes connues encore debout.

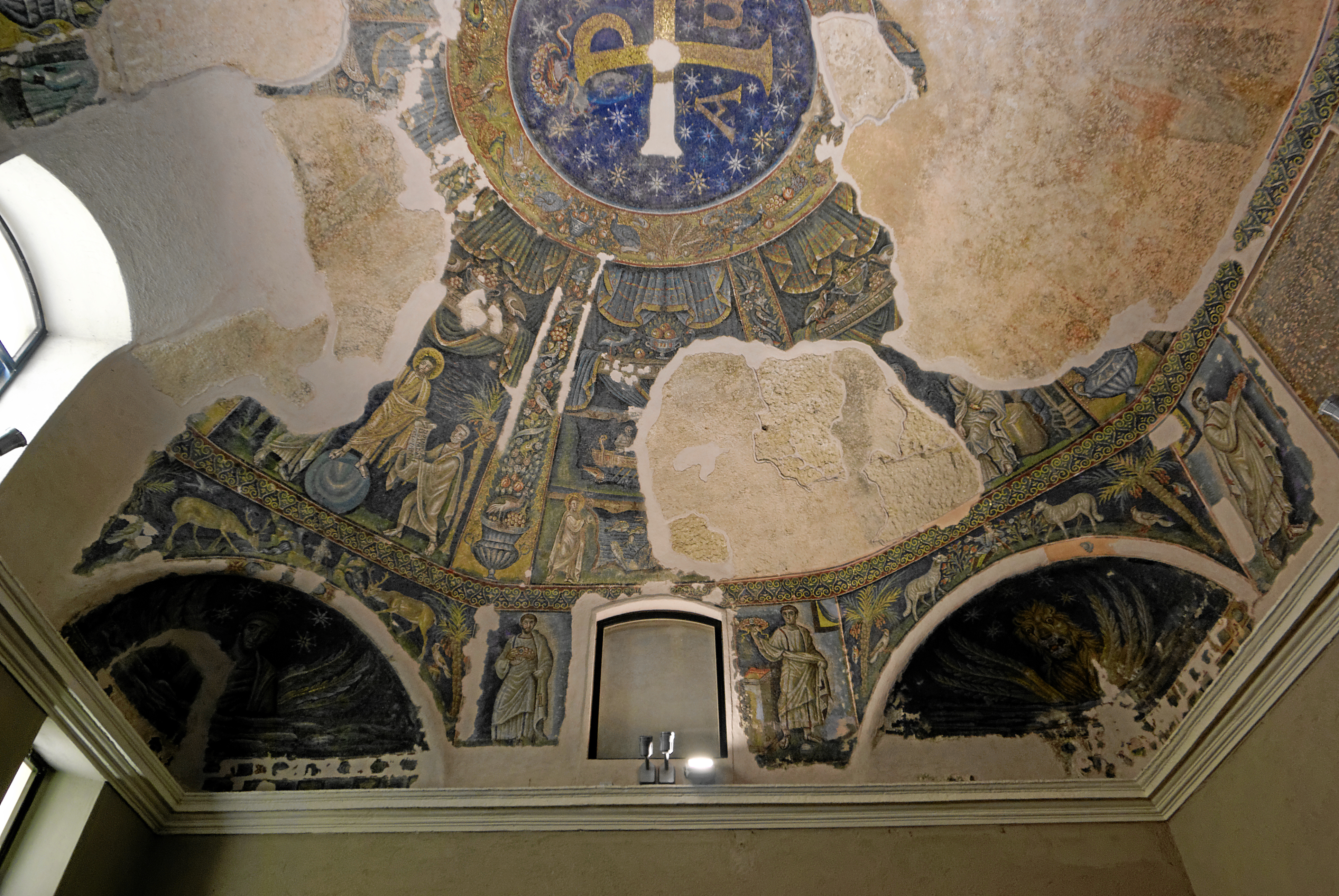
Coupole sur trompes paléochrétienne du baptistère San Giovanni in Fonte de Naples, datant du (Bas-Empire). L'ensemble est recouvert de mosaïques du Ve siècle.

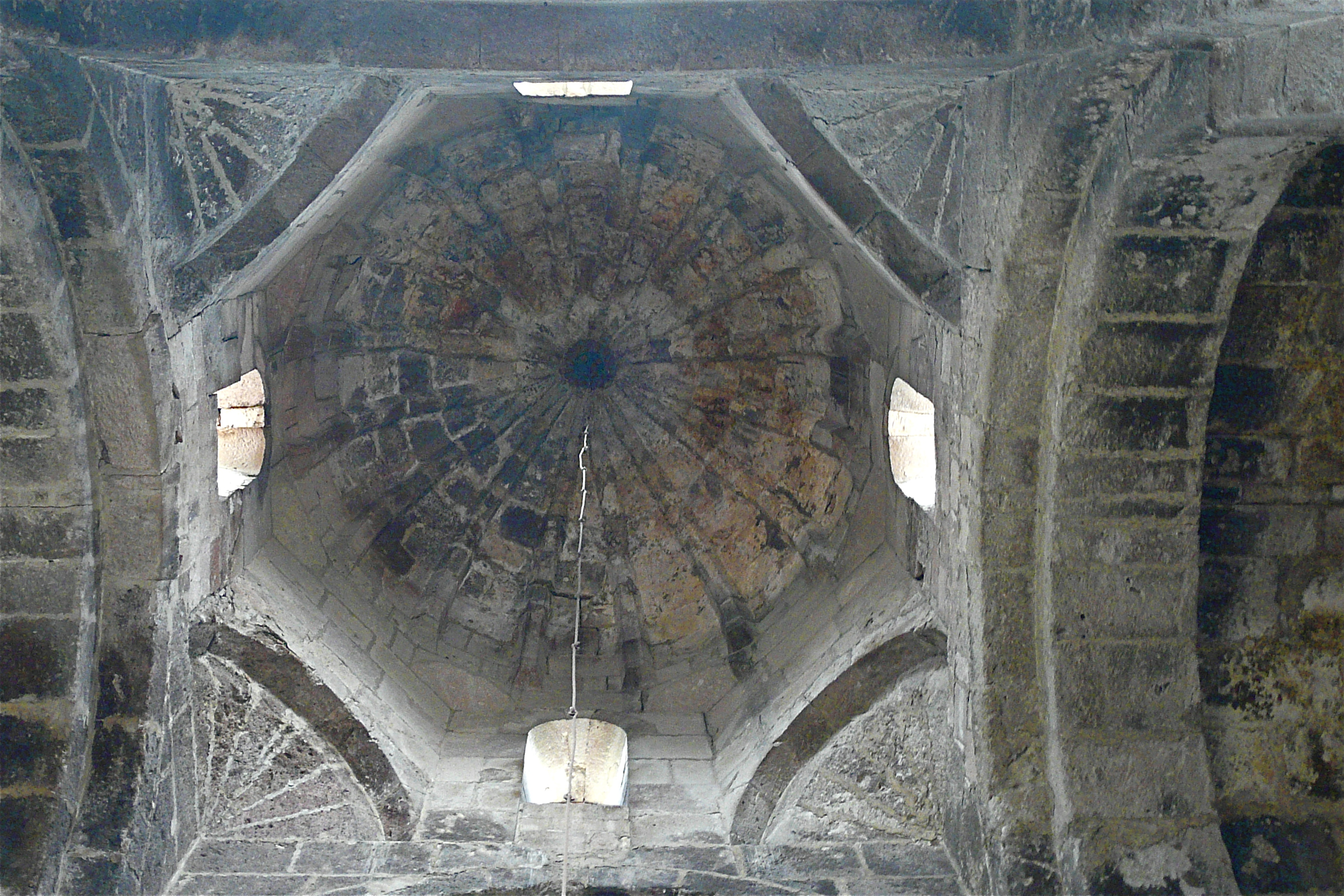
Les coupoles sur trompes sont très fréquentes dans l'architecture arménienne et byzantine. Ici la basilique d'Odzoun, VIIIe siècle.

Une trompe est une portion de voûte tronquée formant support d'un ouvrage (voûte, coupole, tourelle, etc.) en surplomb, permettant de changer de plan d'un niveau à l'autre.

## Typologie
Les trompes se rangent en fonction de leur position :
- trompe dans l'angle : qui prend appui sur deux pans de mur qui forment un angle rentrant ;
- trompe dans le coin : qui prend appui sur deux pans de mur qui forment un angle saillant, en couronnement d'un pan coupé.

## Coupole sur trompes
Les trompes sont quatre arcs placés en biais dans les quatre angles d'une pièce ou d'une tour de plan carré. Ces arcs supportent quatre petits murs en biais qui transforment le carré en octogone, sur lequel peut donc reposer une coupole octogonale, ou une petite coupole circulaire par le jeu des appareillages ou par l'ajout de petites trompes supplémentaires.
La technique de la coupole sur trompes est l'une des deux principales techniques (avec la coupole sur pendentifs) qui permet de faire tenir une coupole à base ronde ou octogonale au-dessus d'un espace carré qui la circonscrit. La trompe est la technique la plus primitive et la plus simple à réaliser, mais elle ne permet de porter que de petites coupoles et nécessite de bonnes épaisseurs de mur sur les côtés du carré (ces murs peuvent eux-mêmes reposer sur des arcs pour répartir le poids sur quatre piliers). Le pendentif en revanche, plus complexe à réaliser, permet d'élargir considérablement le diamètre de la coupole et n'a pas besoin de mur sur les côtés du carré.
Certains auteurs rapprochent ou confondent cependant les deux techniques.
La coupole sur trompes était connue des Romains dès l'Antiquité. Bien que les exemples romains encore debout qui ont pu subsister jusqu'à nos jours soient tardifs, la présence d'espaces carrés qui semblent avoir été couverts par des coupoles laisse supposer que la technique était connue très tôt. Un des plus beaux exemples est la coupole du baptistère paléochrétien San Giovanni in Fonte de Naples, dont la coupole et les trompes sont recouvertes de mosaïques du Ve siècle (la construction de baptistère a cependant commencé au IVe siècle). Le motif assez fréquent de « coquille » qu'on trouve sur les trompes byzantines, islamiques et romanes, est typiquement romain (décors de culs-de-four et tympans dans l'architecture romaine) et pourrait être un indice de sources d'inspiration antiques. L'exemple de coupoles sur trompes le plus ancien connue qui est encore debout se trouve cependant dans l'architecture sassanide, dans le palais d'Ardashir datant du IIIe siècle, monument qui présente quelques influences romaines par ailleurs.
Cette technique est très utilisée dans l'architecture byzantine et arménienne, notamment lorsque les coupoles ne sont pas de grand diamètre. Mais cette technique y sera fortement concurrencée par les pendentifs, plus adaptés aux grandes coupoles, comme le montre la basilique Sainte-Sophie de Constantinople. Les petites coupoles sur trompe se sont aussi répandues dans l'architecture islamique où elles sont très fréquentes. Elles sont souvent ornées de muqarnas imitant des structures en encorbellement.
Dans l'architecture romane, la coupole a souvent été utilisée pour couvrir les croisées de transept. Ces coupoles n'étant le plus souvent pas de très grande dimension, la transition entre le plan carré de la croisée et le plan circulaire (ou octogonal) de la coupole est le plus souvent assurée par de simples trompes. À l'abbatiale Sainte-Foy de Conques, les trompes sont utilisées comme des niches abritant les quatre statues. On trouve également des pendentifs, comme à la cathédrale Saint-Front de Périgueux qui s'inspire des grandes coupoles byzantines. Les trompes médiévales sont appareillées à claveaux, soit au moyen d’une suite d’arcs concentriques, soit en forme de cône nous dit Viollet-le-Duc.

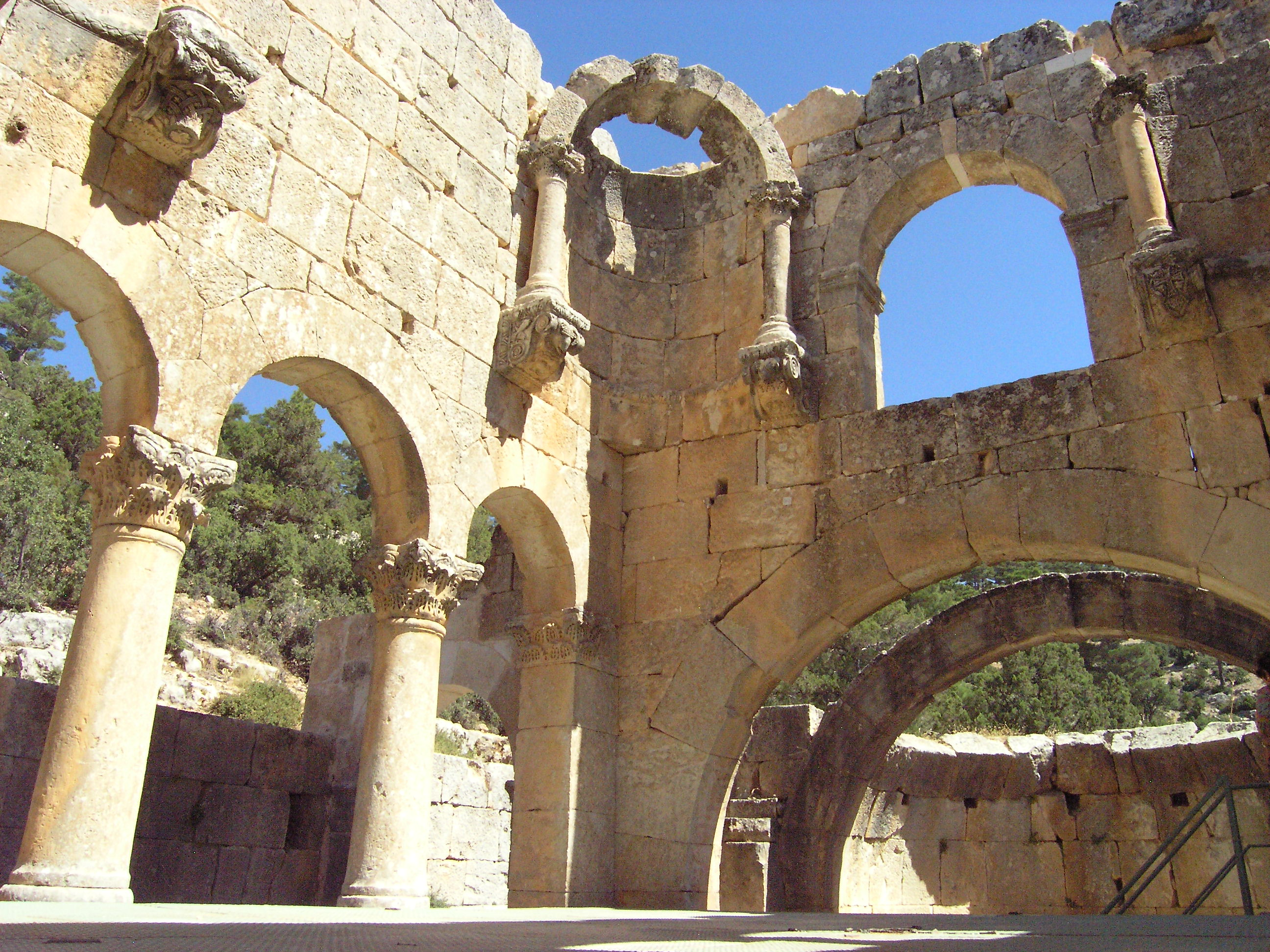
Trompe paléochrétienne du Ve siècle dans le monastère d'Alahan. Ici le parti pris met en valeur le principe structurel primitif du concept de trompe : il s'agit simplement d'une arche qui fournit un soutien en diagonale entre deux murs en angle droit. Le cul-de-four ferme la cavité et peut servir de contrefort.
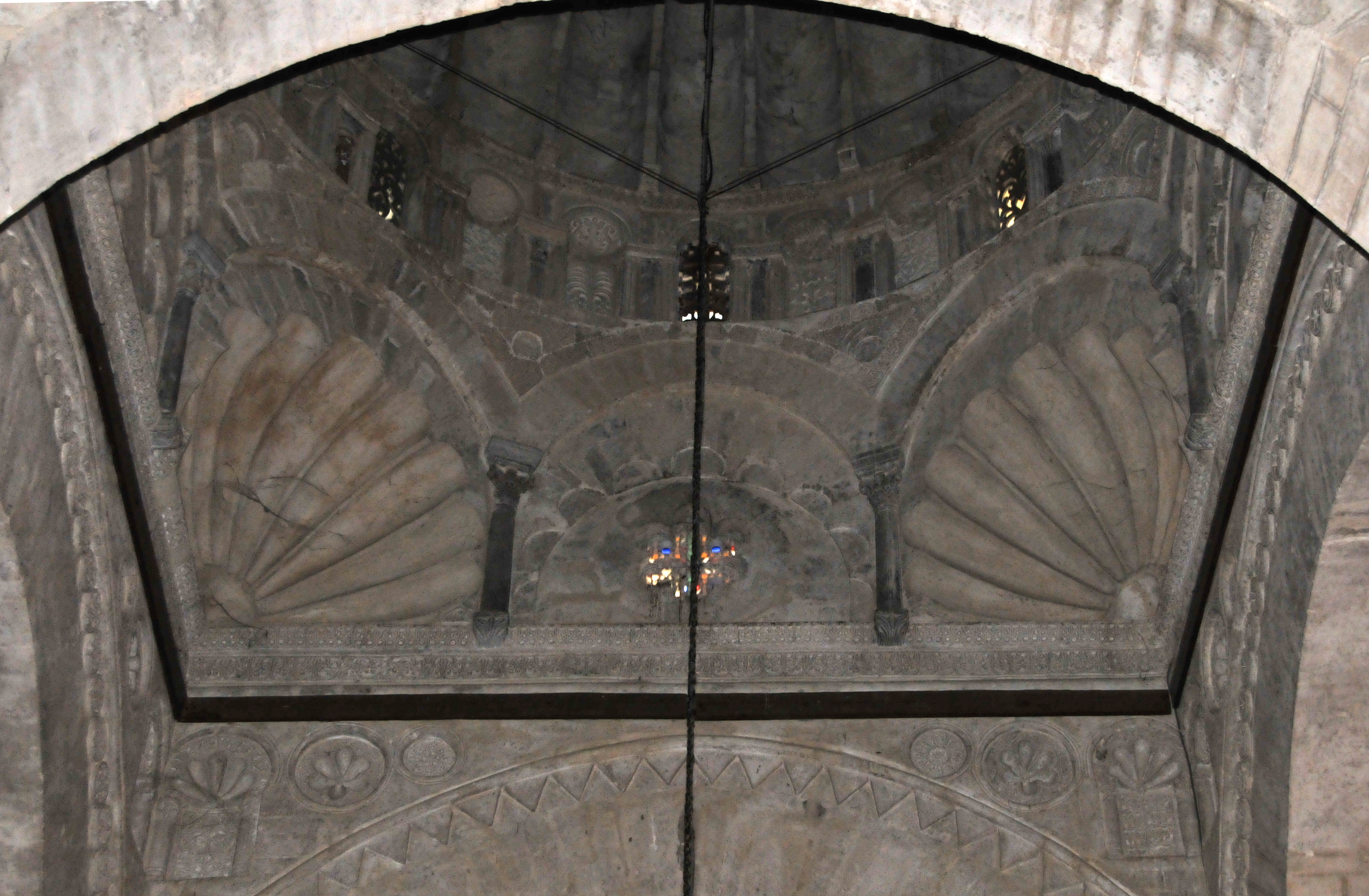
Trompes constituées par des arcs sur colonnettes, fermées par des culs-de-four ornementaux en forme de coquilles, portant la coupole devant le mihrab de la grande mosquée de Kairouan, IXe siècle, Tunisie.
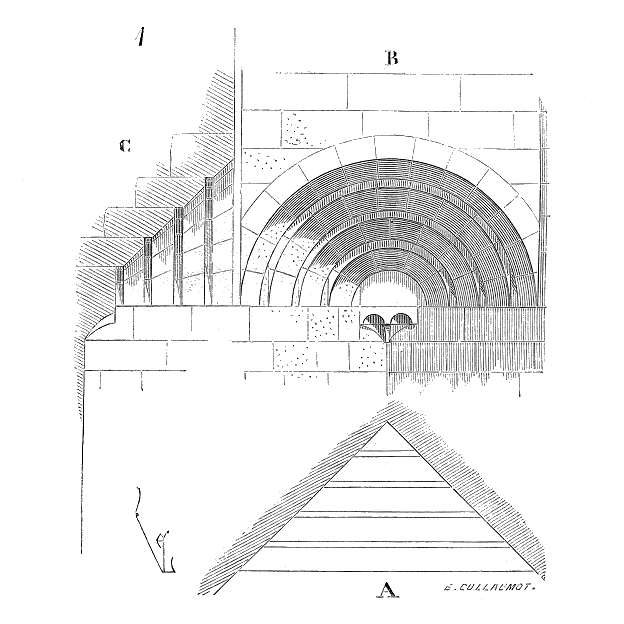
Trompe clavée romane du XIe siècle composée d'arcs concentriques biseautés à 45 degrés, selon Viollet-le-Duc.
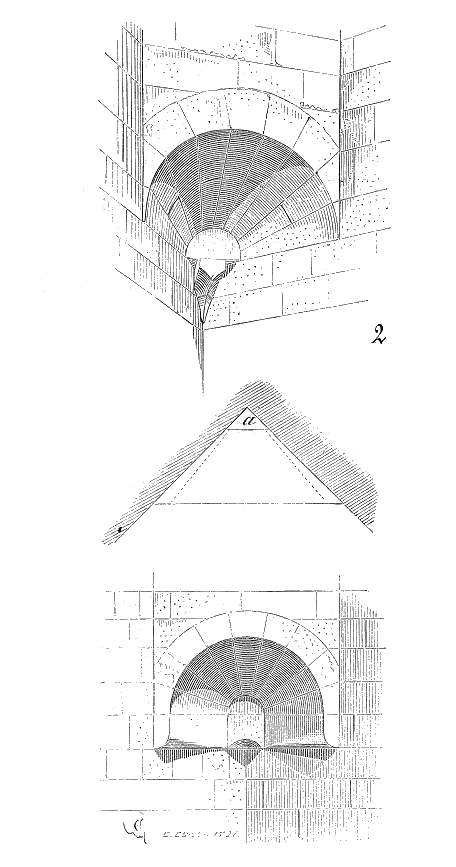
Trompe clavée conique romane du XIe siècle. Pour éviter la réunion des angles très aigus des claveaux composant la trompe, au sommet du cône, un morceau de pierre demi-circulaire est placé à la place de ce sommet en a ; il forme ainsi un petit cintre sur lequel repose l'intrados des claveaux (selon Viollet-le-Duc).
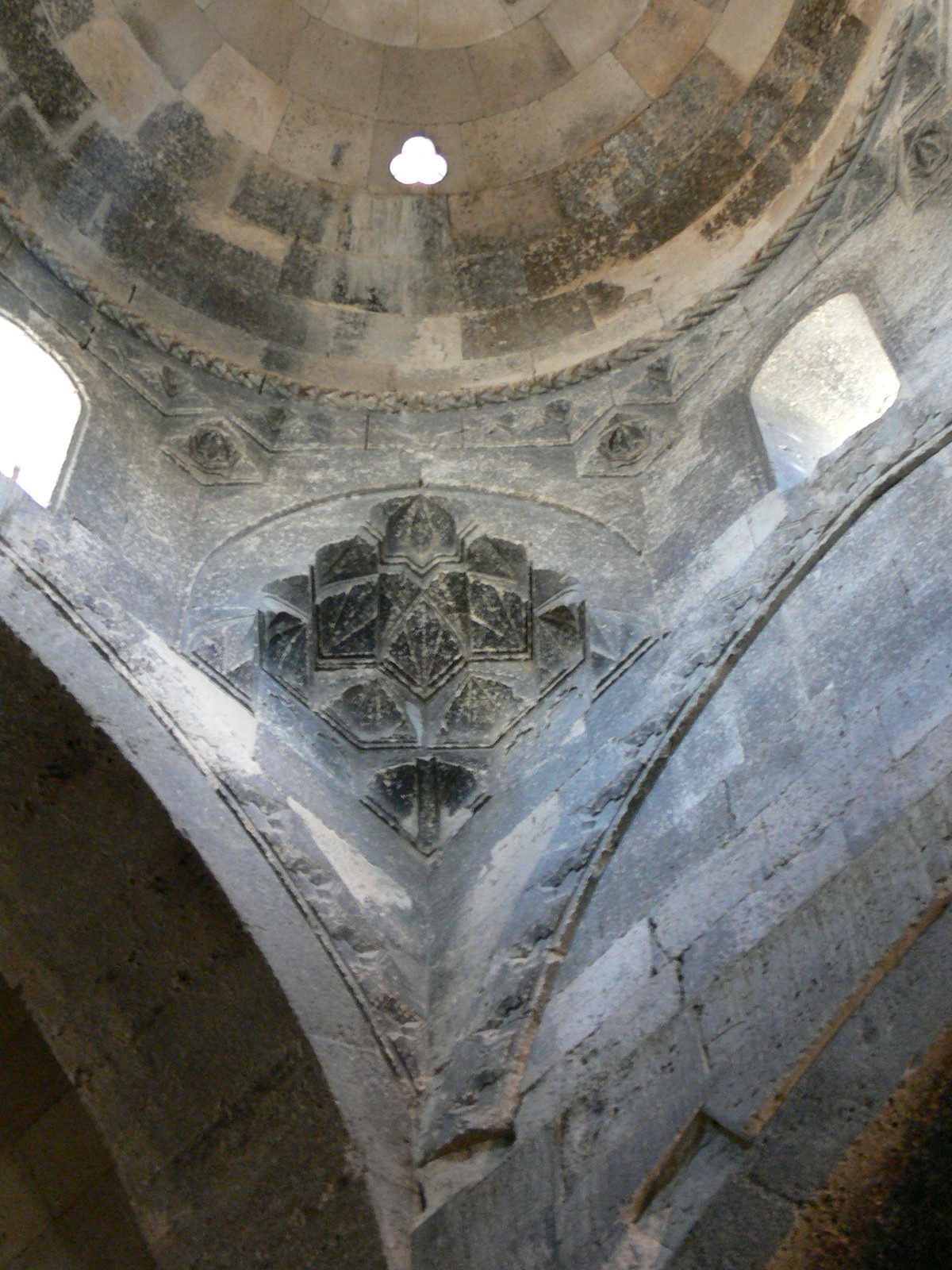
Trompe ornée de muqarnas du caravansérail Sultanhan. Ici la trompe proprement dite, qui porte la coupole, est l'arc en plein cintre peu visible situé au-dessus des muqarnas. Les muqarnas ne sont qu'un ornement sous la trompe imitant une structure porteuse en encorbellement.

## Autres utilisations
Divers types de trompes peuvent aussi être utilisés, par exemple, pour porter une tourelles dans un angle rentrant ou en saillie le long d'un mur droit, ou pour des constructions en surplomb créant des angles saillants là où il n'y en a pas en dessous. Dans ce dernier cas, il ne s'agit pas de trompes à proprement parler mais d'encorbellements.
Les constructeurs du Moyen Âge ont fait un grand usage des trompes pour porter les flèches de pierre à huit pans sur les tours carrées (comme l'église Saint-Ours de Loches, l'église Saint-Denis de Mogneville ou encore les deux flèches de la cathédrale Notre-Dame de Chartres).
Les trompes ont été utilisées par certains architectes comme un tour de force de stéréotomie :
- Philibert Delorme au château d'Anet (trompe détruite) ;
- Charles De Wailly à la chapelle de la Sainte-Vierge de l'église Saint-Sulpice.

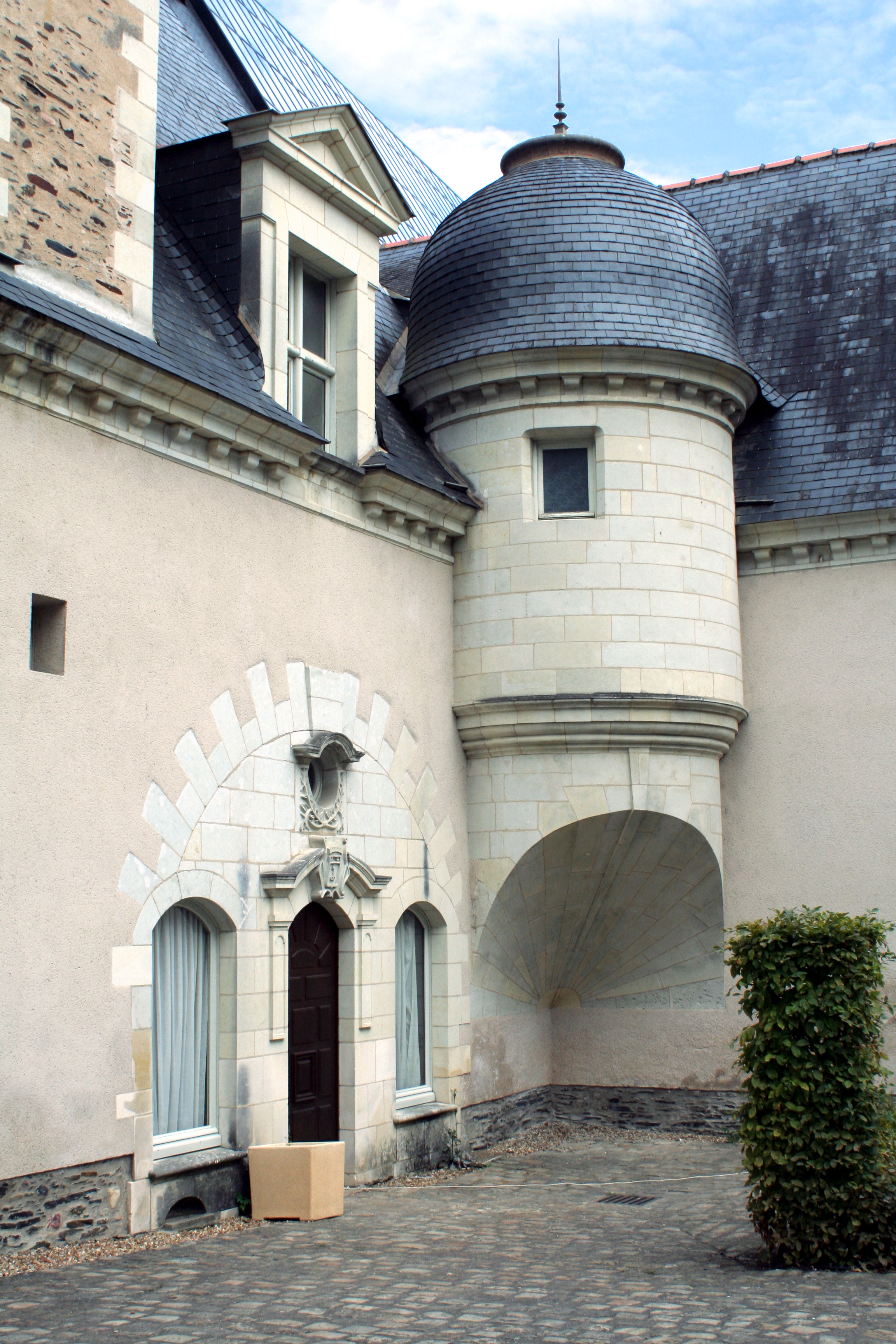
Tourelle sur trompe, à Angers.
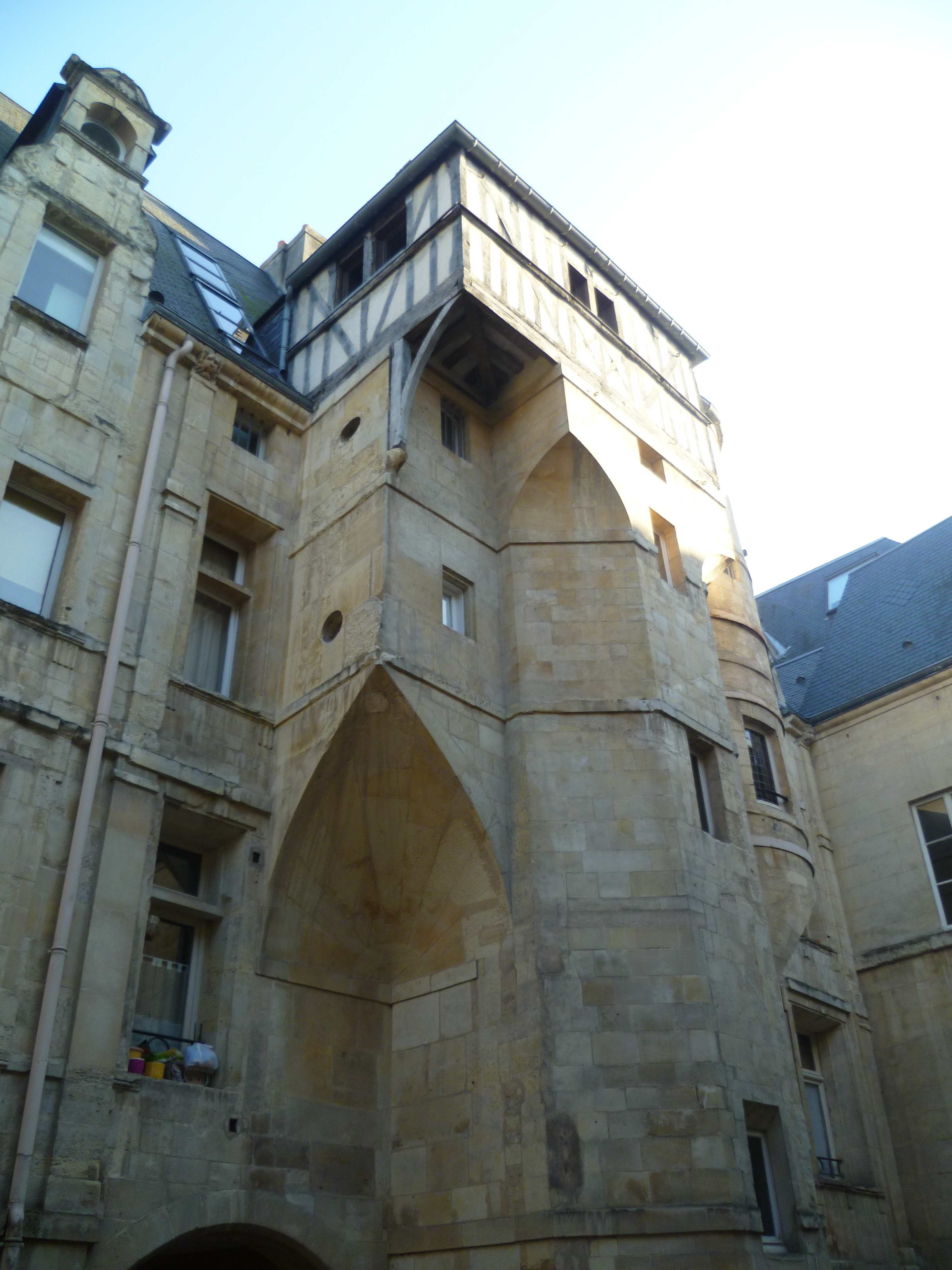
Hôtel Duquesnoy-du-Thon, à Caen. Encorbellements dont l'un est en partie constitué d'une trompe.

### Balcon sur trompe
On appelle balcon sur trompe, un certain type d'encorbellement, typique de l'architecture de style rocaille (XVIIIe siècle). Les raisons de leur apparition sont à chercher probablement dans les conditions d'exploitation et d'approvisionnement qui ne permettaient pas la fourniture de blocs de pierre calcaire de très grande taille. Il fallait donc assembler plusieurs éléments pour obtenir de telles performances architecturales. Ce mode de construction a été très utilisé à Bordeaux et illustre la tradition ancienne de la stéréotomie.

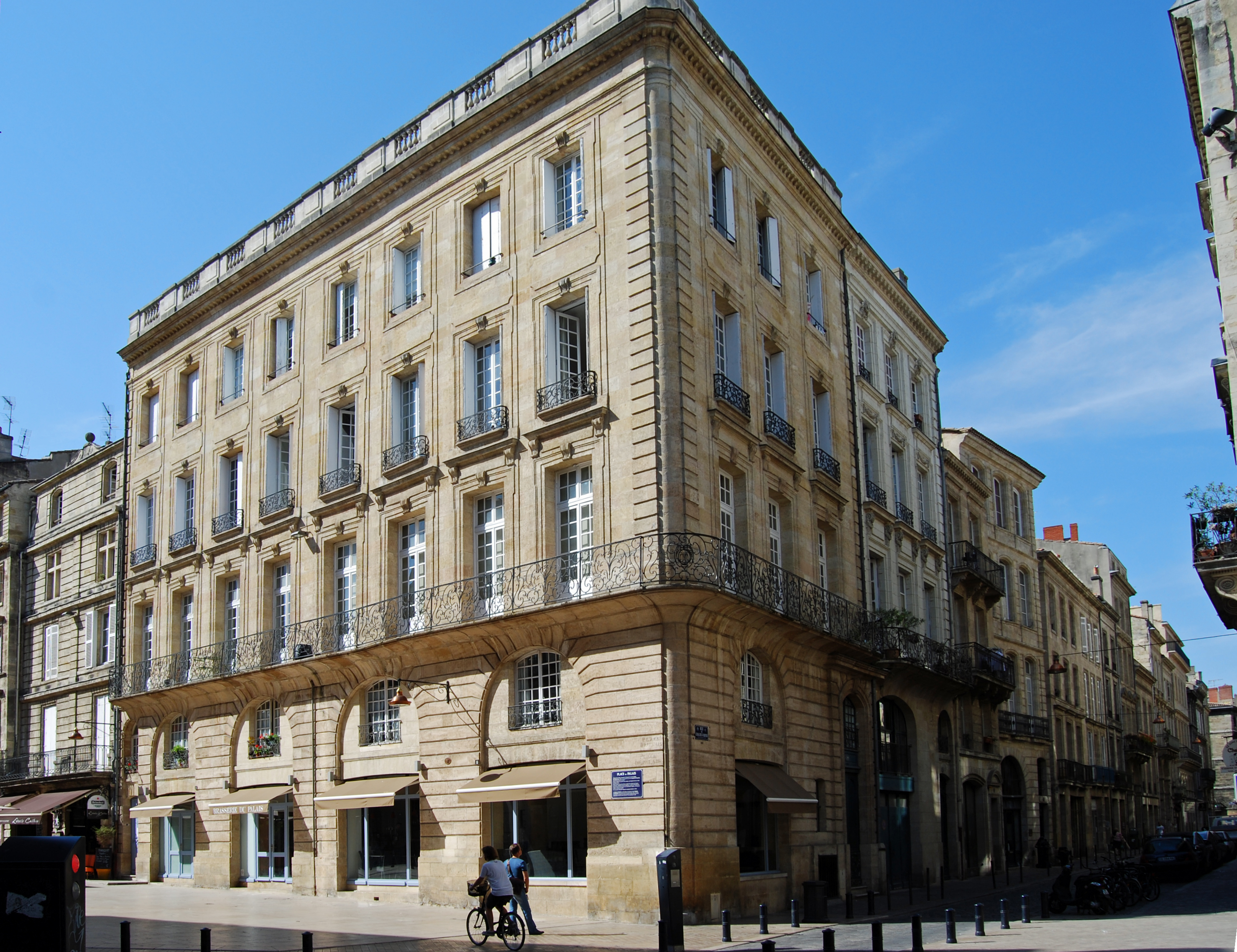
L'hôtel Journu à Bordeaux (1760-1770).
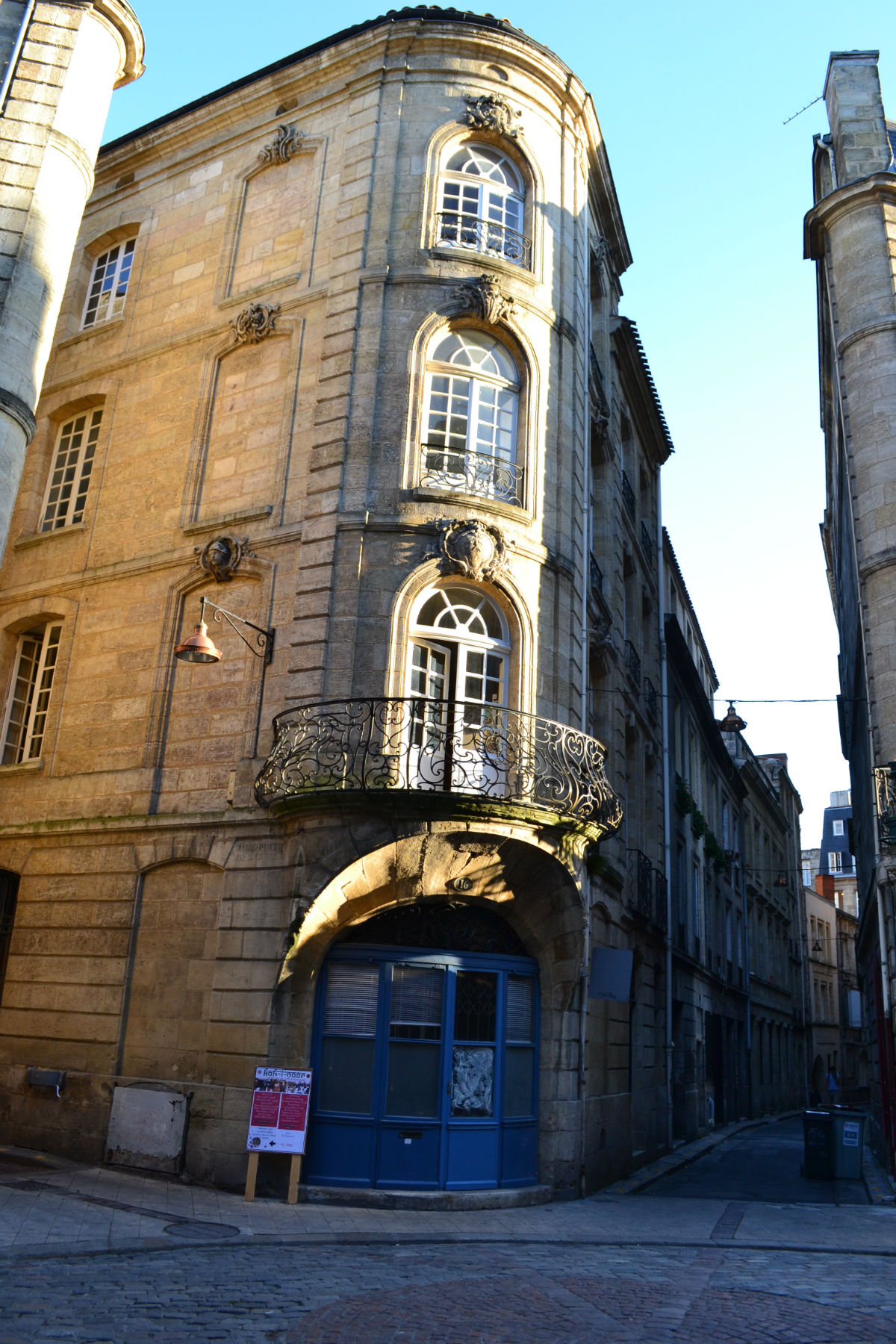
Maison Castanié à Bordeaux (1760-1764).

## Galerie

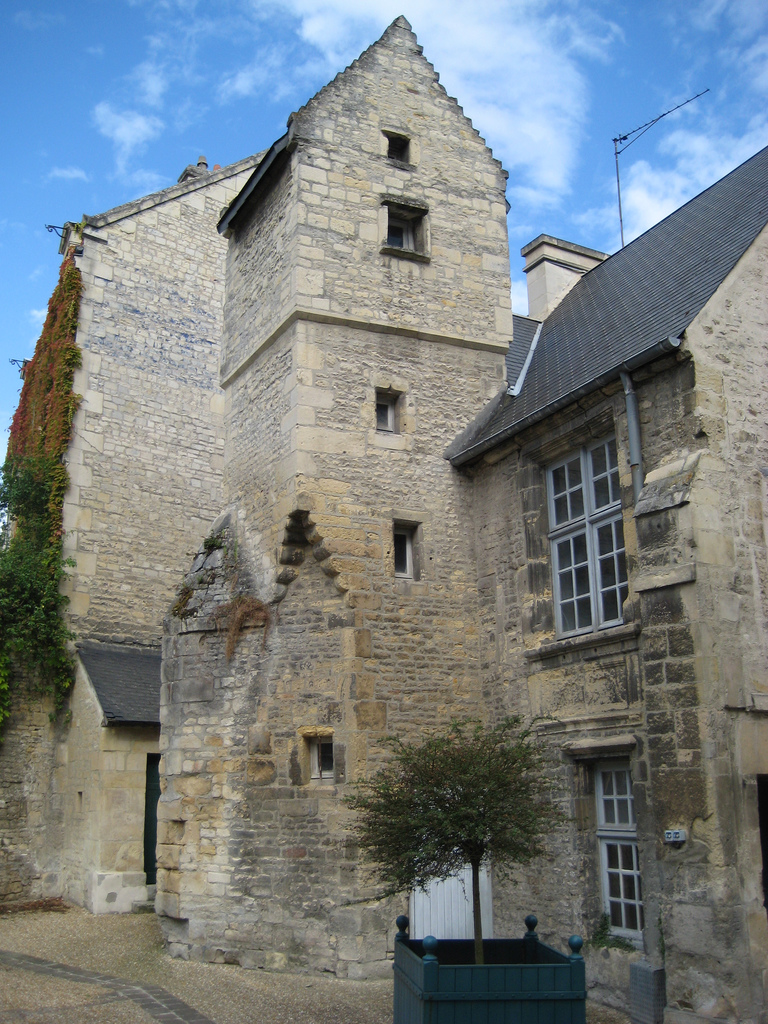
Couvent de la Visitation de Caen, maison du grenadier. Encorbellement.
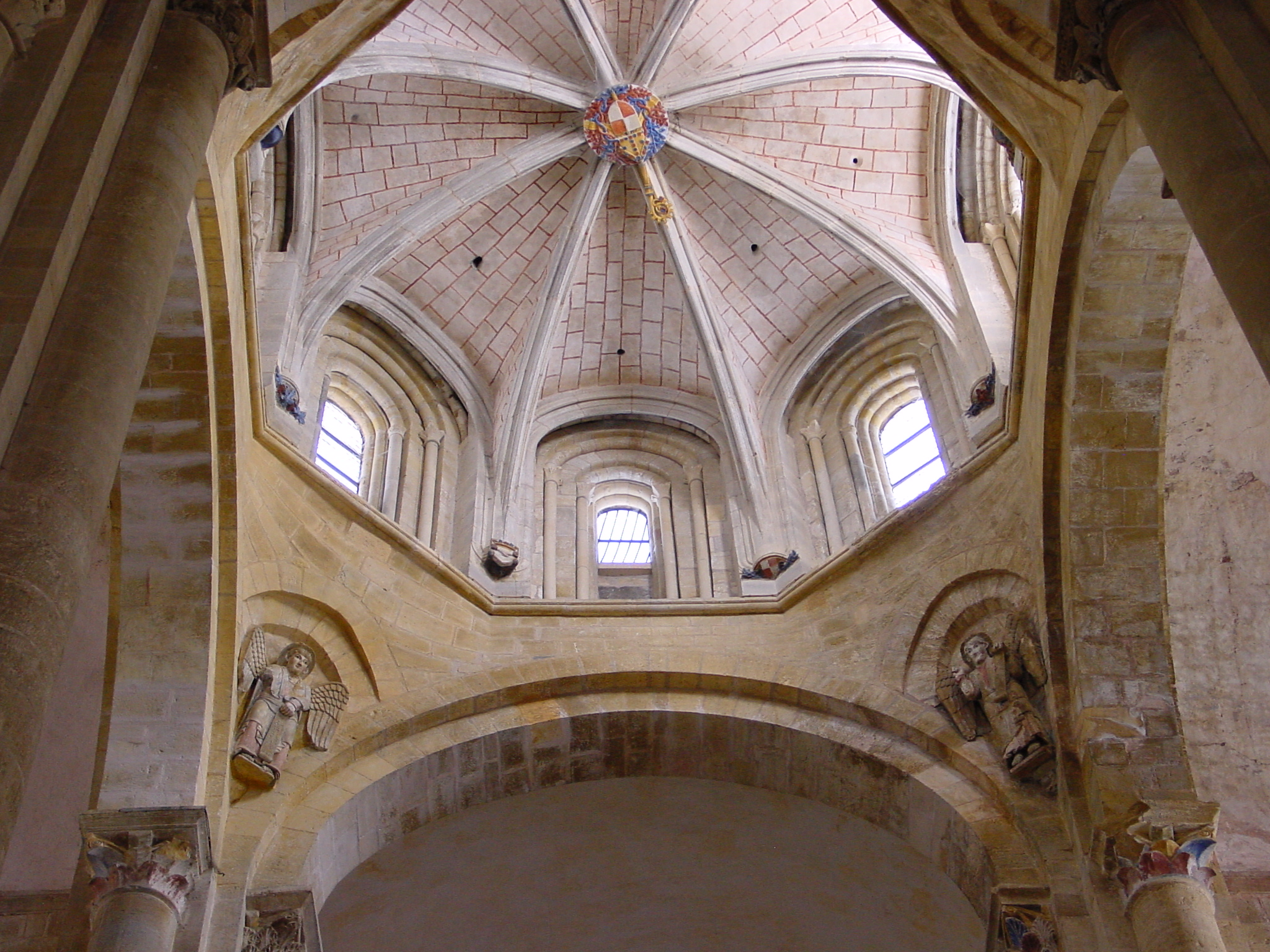
Trompes de l'abbatiale Sainte-Foy de Conques, la coupole gothique n'est pas contemporaine des trompes.
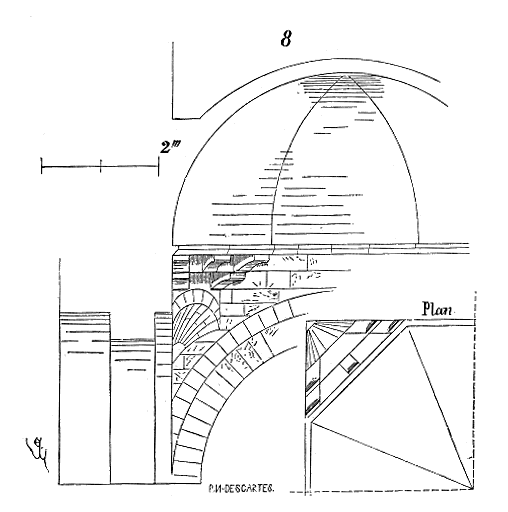
Coupole à huit pans, portée sur quatre trompes surmontées de corbeaux en encorbellement à l'église Saint-Maurice de Montbron.
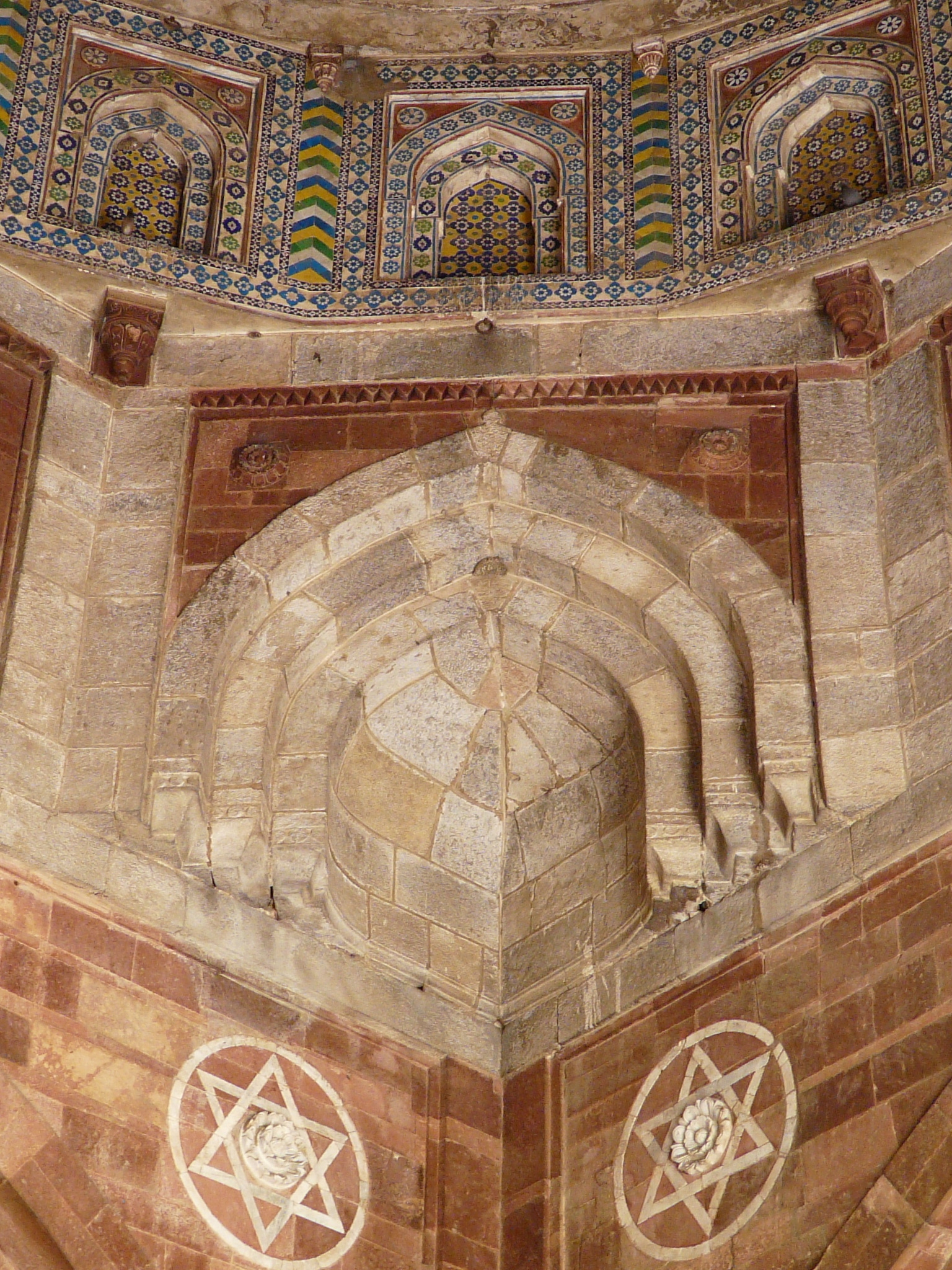
Trompe à la mosquée Qila-i-Kuhna à Delhi.